# Panteons i tombes de sobirans a Itàlia
Aquesta llista de llocs d'enterrament de sobirans indica on hi ha les tombes de monarques, titulars i consorts, de territoris sobirans que hi ha en llocs de l'actual Itàlia. S'hi inclouen reis i emperadors, ducs sobirans (de Savoia, Toscana, Parma, etc.) i qualsevol altre monarca d'un territori independent o sobirà durant el temps de regnat d'aquestes persones, com també els seus consorts. Així, hi són inclosos càrrecs dinàstics com els senyors de Florència o de Milà i els titulars de monarquies electives amb sobirania sobre territoris independents, com els papes, els duxs de Venècia i Gènova i els Grans Mestres de l'Orde de l'Hospital. Per a les tombes de la ciutat de Roma vegeu panteons i tombes de sobirans a Roma.
| Jurisdicció                        | Municipi                         | Lloc                                                      | Monarca | Títols | Notes | Sepulcre | Imatge exterior                                           |
| ---------------------------------- | -------------------------------- | --------------------------------------------------------- | --- | --- | --- | --- | --------------------------------------------------------- |
| Abruços                            |                                  |                                                           | | | | |                                                           |
| Província de L'Aquila              | L'Aquila                         | Santa Maria in Collemaggio                                | Celestí V | Papa | | Tomba de Celestí V | Santa Maria in Collemaggio                                |
| Basilicata                         |                                  |                                                           | | | | |                                                           |
| Província de Potenza               | Melfi                            | Catedral                                                  | Cor i entranyes de Conrad IV d'Alemanya | Rei de Jerusalem, com a Conrad II, (1228-1254), d'Alemanya (1237-1254), i de Sicília (com a Conrad I) (1250-1254) | | | Catedral de Melfi                                         |
|                                    | Venosa                           | Santissima Trinità. Tomba degli Altavilla                 | Guillem Braç de Ferro Drogó d'Altavilla Umfred d'Altavilla Robert Guiscard | Comte de la Pulla (1043-1046) Comte de la Pulla i Calàbria (1046-1051) Comte de la Pulla i Calàbria (1051-1057) Duc de la Pulla, Calàbria i Sicília (1059-1084)                                                                                          | Els cossos, sebollits en sepulcres separats, foren reunits en una arca a mitjan segle XV | Guillem Braç de Ferro Drogó d'Altavilla Umfred d'Altavilla Robert Guiscard | Santissima Trinità. Tomba degli Altavilla                 |
|                                    |                                  |                                                           | Alberada de Buonalbergo | Comtessa consort, esposa de Robert Guiscard de la Pulla | | Alberada de Buonalbergo |                                                           |
| Calàbria                           |                                  |                                                           | | | | |                                                           |
| Província de Cosenza               | Cosenza                          | Duomo                                                     | Cor d'Elisabet d'Aragó i d'Hongria | Reina consort de França, esposa de Lluís IX | | Duomo de Cosenza | Duomo de Cosenza                                          |
|                                    |                                  |                                                           | Enric VII d'Alemanya | Rei de Sicília (1212–1217), rei d'Alemanya i Itàlia (1220–1235) | | Duomo de Cosenza |                                                           |
| Província de Vibo Valentia         | Mileto                           | Abbazia della Santissima Trinità                          | Roger I de Sicília i la seva segona esposa Eremburga de Mortain Simó de Sicília | Comtes de Sicília (1071-1101) (1101-1105) | Abadia destruïda i restes desaparegudes; la tomba d'Eremburga es conserva al Museo statale di Mileto; la de Roger al Museo nazionale di Napoli | |                                                           |
|                                    | Pizzo                            | Església Matriu de San Giorgio Martire                    | Joachim Murat | Rei de Nàpols (1808-1814) | | |                                                           |
| Campània                           |                                  |                                                           | | | | |                                                           |
| Província d'Avellino               | Mercogliano                      | Santuari de Montevergine                                  | Lluís I de Tàrent | Comte de Provença i rei consort de Nàpols (1352-1362), marit de Joana I de Nàpols | A l'entrada de la capella de la Madonna de Montevergine | Lluís I de Tàrent | Santuari de Montevergine                                  |
| Província de Caserta               | Alife                            | Duomo                                                     | Sixt I | Papa | | | Catedral d'Alife                                          |
| Província de Nàpols                | Nàpols                           | Catedral de Santa Maria Assunta                           | Innocenci IV | Papa (1243-1254) | La tomba original fou destruïda i alguns fragments se n'aprofitaren en la reconstrucció del segle XVI | Innocenci IV | Catedral de Santa Maria Assunta                           |
|                                    |                                  |                                                           | Cor d'Innocenci XII | Papa | L'urna d'argent, sobre un cenotafi de marbre, fou robada i no ha estat recuperada | | Interior de la Catedral de Nàpols                         |
|                                    |                                  |                                                           | Carles I de Nàpols i Sicília | Rei de Nàpols i Sicília | En la capella de S. Restituta | Carles I de Nàpols i Sicília |                                                           |
|                                    |                                  |                                                           | Andreu d'Hongria | Rei consort, marit de Joana I de Nàpols | | |                                                           |
|                                    |                                  | San Diego all'Ospedaletto                                 | Nicolau II Ludovisi Anna Maria Arduino | Príncep de Piombino (1699-1700) Princesa consort de Piombino, esposa de Joan Baptista I Ludovisi | | | San Diego all'Ospedaletto                                 |
|                                    |                                  | San Domenico Maggiore. Sagristia                          | Maria de Lusignan | Reina consort (1403-1404), esposa de Ladislau I de Nàpols | | | San Domenico Maggiore. Sagristia                          |
|                                    |                                  |                                                           | Sarcòfag buït d'Alfons I de Nàpols Ferran I de Nàpols Ferran II de Nàpols i la seva esposa Joana de Nàpols i d'Aragó | Rei de Nàpols ((1442-1458), rei d'Aragó, de València, de Mallorca, de Sicília, de Sardenya (1416-1458), comte de Barcelona | Sebollit aquí en morir, les restes foren traslladades al Monestir de Poblet en 1671 Rei de Nàpols (1458-1494) Rei de Nàpols (1495-1496) | Tomba buida d'Alfons I de Nàpols Ferran I de Nàpols Ferran II de Nàpols i la seva esposa Joana de Nàpols i d'Aragó                                                                   |                                                           |
|                                    |                                  |                                                           | Isabel de Nàpols | Duquessa consort de Milà (1489-1494), esposa de Joan Galeàs Sforza | | Isabel de Nàpols |                                                           |
|                                    |                                  | San Ferdinando                                            | Lucia Migliaccio | Duquessa de Floridia, segona esposa, morganàtica (1814-1825), del rei Ferran I de les Dues Sicílies | | | San Ferdinando                                            |
|                                    |                                  | San Giovanni a Carbonara                                  | Ladislau I de Nàpols el Magnànim | Comte de Provença i rei de Nàpols i Jerusalem (1386-1414), rei titular d'Hongria (1390-1414) | Obra d'Andrea da Firenze, a la Capella Maggiore | Ladislau I de Nàpols el Magnànim | San Giovanni a Carbonara                                  |
|                                    |                                  | San Pietro Martire                                        | Isabel de Chiaramonte | Reina consort (1458-1465), esposa de Ferran I de Nàpols | | | San Pietro Martire                                        |
|                                    |                                  | Santa Caterina a Chiaia                                   | Maria Clotilde de França Cor de Maria Teresa de Savoia | Reina consort (1796-1802), esposa de Carles Manuel IV de Sardenya-Piemont Reina consort de França, esposa de Carles X | Maria Teresa, sebollida a Graz, va voler que el seu cor fos portat a Nàpols (en 1839), a la mateixa tomba que la seva cunyada Maria Clotilde, amb qui estava molt unida | Maria Clotilde de França | Santa Caterina a Chiaia                                   |
|                                    |                                  | Basílica de Santa Chiara                                  | Robert I de Nàpols el Bo | Rei titular de Jerusalem i rei de Sicília (1254-1258) | Esculpit per Giovanni i Pacio Bertini entre 1343 i 1345 | Robert I de Nàpols el Bo | Basílica de Santa Chiara                                  |
|                                    |                                  |                                                           | Sança de Mallorca | Reina consort (1304-1343), segona esposa de Robert I de Nàpols | No se'n conserva la tomba | |                                                           |
|                                    |                                  |                                                           | Joana I de Nàpols | Reina de Nàpols (1343-1381) | Assassinada, el seu cos fou desat en un pou al terra de l'església de Santa Clara | Joana I de Nàpols |                                                           |
|                                    |                                  |                                                           | Maria de Calàbria | Esposa de Felip II de Tàrent, emperador titular de l'Imperi Llatí de Constantinoble (1364-1374) | Al presbiteri, en un sepulcre esculpit | Joana I de Nàpols |                                                           |
|                                    |                                  |                                                           | Agnès de Durazzo | Emperadriu titular consort (1382-1383), esposa de Jaume dels Baus, emperador titular de l'Imperi Llatí de Constantinoble (1374-1383) | Amb la seva germana Clemència, en un sepulcre esculpit per Antonio Baboccio da Piperno | Joana I de Nàpols |                                                           |
|                                    |                                  | Santa Chiara. Capella dels Borbons                        | Ferran I de les Dues Sicílies o Ferran III de Sicília i IV de Nàpols Francesc I de les Dues Sicílies i les seves esposes Maria Clementina d'Àustria i Maria Isabel d'Espanya Ferran II de les Dues Sicílies i les seves esposes Maria Cristina de Savoia i Maria Teresa d'Àustria Francesc II de les Dues Sicílies i la seva esposa Maria Sofia de Baviera | Rei de Nàpols i Sicília (1759-1816) i de les Dues Sicílies (1816-1824) Rei de les Dues Sicílies (1824-1859) Rei de les Dues Sicílies (1859-1860) | | Maria Clementina d'Àustria i Maria Isabel d'Espanya Maria Teresa d'Àustria Francesc II de les Dues Sicílies i la seva esposa Maria Sofia de Baviera                                  | Santa Chiara. Capella dels Borbons                        |
|                                    |                                  |                                                           | Maria Cristina de Savoia | Reina consort de les Dues Sicílies, esposa de Ferran II (1824-1859), beata | | |                                                           |
|                                    |                                  | Santa Maria del Carmine Maggiore                          | Conradí de Sicília o Conrad V | Rei titular de Jerusalem i rei de Sicília (1254-1258) | Escultura per Bertel Thorvaldsen, encarregada per Maximilià II de Baviera. Abans havia estat enterrat sota l'escala de pujada al cambril de l'església | Conradí de Sicília | Santa Maria del Carmine Maggiore                          |
|                                    |                                  | Santa Maria Donnaregina Vecchia                           | Maria d'Anjou | Reina consort, esposa de Carles II de Nàpols | | Maria d'Anjou | Santa Maria Domina e Regina · Santa Maria Domina e Regina |
|                                    |                                  | Santissima Anunziata                                      | Joana II de Nàpols | Reina de Nàpols | Al terra de l'església | | Santissima Anunziata                                      |
| Província de Salern                | Cava de' Tirreni                 | Abadia de la Santissima Trinità                           | Sibil·la de Borgonya | Reina consort, segona esposa de Roger II de Sicília (1149-1150) | Sebollida a la grota de Sant'Alferio; se'n conserven alguns fragments de mosaic i del sarcòfag romà on fou enterrada | | Cava de' Tirreni                                          |
|                                    | Salern                           | Basílica Catedral de San Matteo e San Gregorio Magno      | Gregori VII | Papa | A l'altar de l'absis de l'Epístola | Gregori VII | Basílica Catedral de San Matteo e San Gregorio Magno      |
|                                    |                                  |                                                           | Margarida de Durazzo | Reina consort de Nàpols (1381-1386) i d'Hongria (1385-1386), esposa de Carles III de Nàpols | | |                                                           |
|                                    |                                  | Antiga catedral de Santa Maria                            | Arechis II | Duc sobirà de Benevent (758-774), príncep de Benevent (774-787) | Edifici i tomba desapareguts | |                                                           |
| Emília-Romanya                     |                                  |                                                           | | | | |                                                           |
| Província de Bolonya               | Bolonya                          | San Domenico                                              | Enzi de Sardenya | Rei de Torres i Gallura (de Sardenya) (1238-1249) | | Enzi de Sardenya | San Domenico                                              |
|                                    |                                  | San Francesco                                             | Alexandre V | Papa (1409-1410), declarat antipapa | | Alexandre V | San Francesco                                             |
|                                    |                                  | San Petronio                                              | Elisa Bonaparte i el seu espòs Felice Bacciochi | Gran duquessa de Toscana (1809-1814), princesa de Lucca i de Piombino | | | San Petronio                                              |
|                                    |                                  | Santa Caterina Martire                                    | Isabella del Balzo | Reina consort (1496-1501), segona esposa de Frederic I de Nàpols | Monestir i tomba desapareguts | |                                                           |
| Província de Ferrara               | Ferrara                          | Cartoixa de Ferrara                                       | Borso d'Este | Marquès de Ferrara, duc de Mòdena i Reggio (1450-1471) | | | Cartoixa de Ferrara                                       |
|                                    |                                  | Corpus Domini                                             | Hèrcules I d'Este i la seva esposa Elionor de Nàpols Alfons I d'Este i la seva segona esposa Lucrècia Borja Hèrcules II d'Este Alfons II d'Este i la seva esposa Lucrècia de Mèdici | Ducs de Ferrara i Mòdena: 1473-1505 1505-1534 1534-1559 1559-1597 | | Lucrècia de Mèdici | Corpus Domini                                             |
|                                    |                                  |                                                           | Camilla Faà di Bruno | Esposa morganàtica (1616) del duc de Màntua i Reggio Ferran I Gonzaga | | |                                                           |
|                                    |                                  | San Michele del Gesù                                      | Bàrbara d'Àustria | Duquessa consort de Ferrara i Mòdena, esposa d'Alfons II d'Este | | | San Michele del Gesù                                      |
|                                    |                                  | Santa Caterina Martire                                    | Isabella del Balzo | Reina consort (1496-1501), segona esposa de Frederic I de Nàpols | Monestir i tomba desapareguts | |                                                           |
|                                    |                                  | Basilica Cattedrale di San Giorgio Martire                | Urbà III | Papa | La tomba, original de 1458, fou destruïda durant la reconstrucció de l'edifici al s. XVIII. Les restes s'enterraren en la catedral, però se'n desconeix el lloc. Se'n va fer un nou epitafi. | | Basilica Cattedrale di San Giorgio Martire                |
| Província de Mòdena                | Castelnuovo di Garfagnana        | Convent dels Caputxins                                    | Alfons III d'Este | Duc de Mòdena i Reggio (1628-1629) | El duc es va fer caputxí i morí al convent en 1644 | |                                                           |
|                                    | Mòdena                           | San Domenico                                              | Cèsar I d'Este | Duc de Mòdena i Reggio (1598-1628) | | | San Domenico                                              |
|                                    |                                  | San Vincenzo Martire. Cappella Mortuoria Ducale           | Francesc I d'Este Alfons IV d'Este i la seva esposa Laura Martinozzi Francesc II d'Este Reinaldo III d'Este i la seva esposa Carlota Felicitat de Brunsvic-Lüneburg Hèrcules III d'Este Francesc IV de Mòdena i la seva esposa Maria Beatriu de Savoia | Ducs de Mòdena i Reggio: 1629-1658 1634-1662 1662-1694 1694-1737 1780-1796 1814-1846 | Des de 1837, panteó de la dinastia dels Este; s'hi traslladaren les restes dels ducs de Mòdena i Reggio que hi havia en altres esglésies de la ciutat. A l'església, cenotafi d'Hèrcules III per Giuseppe Pisani (1820). Monumento Funerario del 1820 al Duca Ercole III D'Este (1727-1803) che è stato Duca dal 1780 al 1796, | |                                                           |
|                                    | Nonantola                        | Abadia de Nonantola                                       | Adrià III | Papa | Enterrat a l'absis de l'església, en 1914 les restes foren col·locades en un sarcòfag sota l'altar major de la cripta. | Adrià III | Abadia de Nonantola                                       |
| Província de Parma                 | Fidenza                          | Convent dels Caputxins                                    | Enriqueta d'Este | Duquessa consort de Parma (1728-1731), esposa d'Antoni I de Parma | | |                                                           |
|                                    | Fontevivo                        | Abadia                                                    | Ferran I de Parma | Duc de Parma (1765 -1802) | | | Abadia                                                    |
|                                    | Parma                            | Sant'Alessandro                                           | Margarida de Parma i de Portugal | Duquessa consort de Màntua i Monferrato, primera esposa de Vicenç I Gonzaga | | | Sant'Alessandro                                           |
|                                    |                                  | Santa Maria                                               | Guiu III de Spoleto | Rei d'Itàlia (889-894) | Edifici i tomba desapareguts | |                                                           |
|                                    |                                  | Santa Maria della Steccata                                | Octavi I de Parma Alexandre I de Parma i la seva esposa Maria de Portugal i de Bragança Ranuccio I de Parma Odoard I de Parma Ranuccio II de Parma i les seves esposes Margarida Violant de Savoia, Isabel d'Este i Maria d'Este Francesc I de Parma i la seva esposa Dorotea Sofia del Palatinat-Neuburg Antoni I de Parma Felip I de Parma Cor de Ferran I de Parma Adam Albert von Neipperg Cor de Carles III de Parma Margarida Maria Farnese                  | Ducs de Parma: 1547-1586 1586-1592 1592-1622 1622-1646 1646-1694 1694-1727 1727-1731 1748-1765 1765-1802 Duc consort de Parma (1814-1847), marit de Maria Lluïsa d'Àustria 1848-1854 Duquessa consort de Mòdena i Reggio, esposa de Francesc II d'Este   | En 1823, Maria Lluïsa d'Àustria hi feu construir una cripta on traslladà les restes dels ducs de Parma i membres de les cases Farnese i Borbó-Parma, anteriorment a Santa Maria del Tempio). El cor de Carles III és a una urna, en la tomba d'Alexandre I.                                                                    | | Santa Maria della Steccata                                |
|                                    |                                  |                                                           | Carles Hug de Borbó i Parma o Carles Hug I | Rei titular, pretendent carlí al tron d'Espanya | | |                                                           |
|                                    |                                  | Santa Teresa                                              | Margarida de Mèdici | Duquessa consort de Parma (1628-1679), esposa d'Odoard I de Parma | L'església fou enderrocada després del bombardeig de 1944, quan la tomba fou destruïda | |                                                           |
| Província de Piacenza              | Piacenza                         | San Sisto                                                 | Margarida de Parma o d'Habsburg Cor d'Odoard I de Parma | Duquessa consort de Florència (1536), esposa d'Alexandre de Mèdici; duquessa consort de Parma (1552-1586), esposa d'Octavi I de Parma Duc de Parma (1622-1646)                                                                                           | | San Sisto | San Sisto                                                 |
| Província de Ravenna               | Ravenna                          | Mausoleu de Gal·la Placídia                               | Constanci III | Emperador romà d'Occident. | | Constanci III i Valentinià III | Mausoleu de Gal·la Placídia                               |
|                                    |                                  |                                                           | Valentinià III | Emperador romà d'Occident. | | |                                                           |
|                                    |                                  |                                                           | Gal·la Placídia | Reina consort, esposa d'Ataülf, rei dels visigots; emperadriu consort, esposa de Valentinià III, emperador romà d'Occident | | Constanci III i Valentinià III |                                                           |
|                                    |                                  | Santa Maria Rotonda                                       | Teodoric el Gran | Rei dels ostrogots (493-526) | Restes desaparegudes | Teodoric el Gran | Santa Maria Rotonda                                       |
|                                    |                                  |                                                           | Víctor II | Papa | Tomba desapareguda | Teodoric el Gran |                                                           |
| Província de Reggio de l'Emília    | Brescello                        |                                                           | Marc Salvi Otó | Emperador romà | Sebollit a Brixellum; tomba desapareguda | |                                                           |
|                                    | Reggio de l'Emília               | Temple de la Beata Vergine della Ghiara                   | Maria Teresa Cybo-Malaspina | Duquessa consort de Mòdena i Reggio (1741-1790), esposa d'Hèrcules III d'Este | | | Temple de la Beata Vergine della Ghiara                   |
| Friül - Venècia Júlia              |                                  |                                                           | | | | |                                                           |
| Província de Trieste               | Trieste                          | Catedrale San Giusto                                      | Carles V d'Espanya Maria Teresa de Portugal, la seva segona esposa | Pretendent carlista al tron d'Espanya, proclamat rei com a Carles V (1833-1845) i governant temporalment en part del país | | Carles V d'Espanya Maria Teresa de Portugal, la seva segona esposa | Catedrale San Giusto                                      |
|                                    |                                  |                                                           | Carles VI d'Espanya Maria Carolina de Borbó-Dues Sicílies (comtessa de Montemolín), la seva esposa | Pretendent carlista al tron d'Espanya, rei titular com a Carles VI (1845-1861) | | Carles VI d'Espanya Maria Carolina de Borbó-Dues Sicílies (comtessa de Montemolín), la seva esposa                                                                                   |                                                           |
|                                    |                                  |                                                           | Joan III d'Espanya Carles VII d'Espanya | Pretendents carlistes al tron d'Espanya, reis titulars com a Joan III (1861-1887) i Carles VII (1887-1909) | | |                                                           |
| Laci                               |                                  |                                                           | | | | |                                                           |
| Província de Frosinone             | Alatri                           | Duomo                                                     | Sixt I | Papa | | | Duomo                                                     |
|                                    | Ferentino                        | Chiesa delle Clarisse                                     | Cor de Celestí V | Papa (-1296) | Al convent des de 1683, quan el donà el cardenal Nicola Ludovisi. | |                                                           |
|                                    | Cassino                          | Abadia                                                    | Víctor III | Papa | | | Abadia                                                    |
|                                    |                                  |                                                           | Siquelgaita | Duquessa consort, segona esposa de Robert Guiscard de la Pulla, Calàbria i Sicília | | |                                                           |
|                                    |                                  |                                                           | Pere II de Mèdici | Senyor de Florència (1492-1494) | Sepulcre projectat per Francesco Sangallo | |                                                           |
| Província de Roma                  | Capranica Prenestina             | Santuario della Mentorella sul Monte Guadagnolo           | Cor d'Innocenci XIII | Papa (-1724) | El cor fou emparedat a l'església sota una làpida | | Santuario della Mentorella sul Monte Guadagnolo           |
|                                    | Ceri (Cerveteri)                 | Madona dei Ceri                                           | Fèlix II | Papa, declarat antipapa | | |                                                           |
|                                    | Grottaferrata                    | Abadia de Santa Maria                                     | Benet IX | Papa (1032-1044) | Tomba retrobada en 1739 al terra de l'església; la làpida es recol·locà al mur amb un nou epitafi | Benet IX | Abadia de Santa Maria                                     |
|                                    | Roma                             | vegeu:                                                    | Panteons i tombes de sobirans a Roma | | | |                                                           |
| Província de Viterbo               | Llac de Bolsena. Isola Bisentina | Santi Giacomo e Cristoforo                                | Pere Lluís I de Parma i la seva esposa Gerolama Orsini | Duc de Parma (1545-1547) | | |                                                           |
|                                    | Viterbo                          | Catedral de San Lorenzo                                   | Alexandre IV | Papa (-1261) | Tomba perduda, probablement en les obres de 1490 | |                                                           |
|                                    |                                  |                                                           | Joan XXI | Papa (-1277) | Restes col·locades en una nova tomba en 1886, obra de Filippo Gnaccarini | Joan XXI |                                                           |
|                                    |                                  | San Francesco alla Rocca                                  | Climent IV | Papa (1266-1268) | Restes portades des dels dominics de Viterbo en 1890, després de diversos trasllats. Tomba del s. XIII, de Pietro d'Oderisio | Climent IV | San Francesco alla Rocca                                  |
|                                    |                                  |                                                           | Adrià V | Papa (-1276) | Tomba d'Arnolfo di Cambio | Adrià V |                                                           |
| Ligúria                            |                                  |                                                           | | | | |                                                           |
| Província de Gènova                | Gènova                           | Catedral de San Lorenzo                                   | Giovanni da Murta Leonardo Montaldo | Dux de Gènova: 1345-1350 1383-1384 | | | Catedral de San Lorenzo                                   |
|                                    |                                  | San Bartolomeo degli Armeni                               | Antonio Montaldo | Dux de Gènova (1392-1393 i 1393-1394) | | |                                                           |
|                                    |                                  | San Bartolomeo dell'Olivella.                             | Giovanni da Valente | Dux de Gènova (1350-1353) | | | San Bartolomeo dell'Olivella.                             |
|                                    |                                  | San Domenico                                              | Federico da Pagana Nicolò Zoagli | Dux de Gènova: 1383 1393 | Església i tomba desaparegudes | |                                                           |
|                                    |                                  | San Francesco d'Albaro                                    | Francesco Giustiniani Garibaldo | Dux de Gènova (1393) | | | San Francesco d'Albaro                                    |
|                                    |                                  | San Francesco in Castelletto                              | Simone Boccanegra Pietro I Fregoso Battista I Fregoso Janus di Campofregoso | Primer dux de Gènova (1339-1345 i 1356-1363) Dux de Gènova: 1393 1437 1447-1448 | Església destruïda en part al segle XVI; el sepulcre de Boccanegra és avui al Museo di Sant'Agostino | |                                                           |
|                                    |                                  | Sant'Agostino                                             | Barnaba Guano Battista II di Campofregoso | Dux de Gènova: 1415 1478-1483 | | | Sant'Agostino                                             |
|                                    |                                  | Santa Maria dei Servi                                     | Clemente Promontorio | Dux de Gènova (1393) | Tomba desapareguda en el bombardeig de 1942 | |                                                           |
|                                    |                                  | Santa Marta                                               | Domenico Fregoso Giacomo Fregoso | Dux de Gènova: 1370-1378 1390-1391 | Tombes desaparegudes | | Santa Marta                                               |
| Província de La Spezia             | Sarzana                          | Duomo                                                     | Eutiquià I | Papa | | Eutiquià I | Duomo                                                     |
| Llombardia                         |                                  |                                                           | | | | |                                                           |
| Província de Como                  | Como                             | Castel Baradello. Cappella de San Niccolò                 | Napoleó Torriani | Senyor de Milà (1265-1277) | Restes desaparegudes | | Castel Baradello. Cappella de San Niccolò                 |
| Província de Màntua                | Curtatone                        | Santuario di Santa Maria delle Grazie                     | Carles II de Gonzaga-Nevers | Duc de Màntua (1637-1665) | | | Santuario di Santa Maria delle Grazie                     |
|                                    | Màntua                           | Basílica Palatina de Santa Bàrbara                        | Frederic II Gonzaga Francesc III Gonzaga Guillem Gonzaga Francesc IV Gonzaga Ferran I Gonzaga Carles I de Gonzaga-Nevers crani de Ferran Carles de Gonzaga-Nevers | Marquès (1519-1530), duc de Màntua (1530-1540) Ducs de Màntua: 1540-1550 1550-1587 1612 1612-1626 1627-1637 1665-1708 | | | Basílica Palatina de Santa Bàrbara                        |
|                                    |                                  | Catedral de San Pietro                                    | Lluís I de Màntua Gonzaga Lluís III Gonzaga i la seva esposa Bàrbara de Brandeburg Elionor d'Àustria | Senyor de Màntua (1328-1360) Marquès de Màntua (1444-1478) Duquessa consort de Màntua (1561-1587), esposa de Guillem I Gonzaga | | | Catedral de San Pietro                                    |
|                                    |                                  | San Francesco                                             | Guiu I Gonzaga Lluís II Gonzaga Francesc I Gonzaga i la seva segona esposa Margherita Malatesta Joan Francesc I Gonzaga | Senyors de Màntua: 1360-1369 1369-1382 1382-1407 1407-1433; marquès de Màntua: 1433-1444 | | | San Francesco                                             |
|                                    |                                  | Sant'Andrea                                               | Frederic I Gonzaga i la seva esposa Margarida de Baviera (1442-1479) Vicenç I Gonzaga i la seva segona esposa Elionor de Mèdici | Marquès de Màntua (1478-1484) Duc de Màntua (1587-1612) | Tombes desaparegudes | | Sant'Andrea                                               |
|                                    |                                  | Sant'Orsola                                               | Elisabet Clara d'Àustria | Duquessa consort de Màntua (1637-1665), esposa de Carles II de Gonzaga-Nevers | | | Sant'Orsola                                               |
|                                    |                                  | Santa Paola                                               | Paola Malatesta Francesc II Gonzaga i la seva esposa Isabel d'Este Margarida Paleòloga | Marquesa consort de Màntua, esposa de Joan Francesc I Gonzaga Marquès de Màntua (1484-1519) Duquessa consort de Màntua (1531-1540), esposa de Frederic II Gonzaga                                                                                        | Tombes desaparegudes | | Santa Paola                                               |
| Província de Milà                  | Melzo                            | Sant'Andrea                                               | Galeàs Maria Sforza | Duc de Milà (1466-1476) | Se'n trobà el crani en unes excavacions a l'absis | |                                                           |
|                                    | Milà                             | Castello Sforzesco                                        | Bonna de Savoia | Duquessa consort de Milà, esposa de Galeàs Maria Sforza | | Bonna de Savoia | Castello Sforzesco                                        |
|                                    |                                  |                                                           | Bernabé Visconti | Senyor de Milà (1354-1385) | Sepulcre obra de Bonino da Campione, procedent de la cripta de San Giovanni in Conca | Bernabé Visconti |                                                           |
|                                    |                                  | Catedral                                                  | Ottone Visconti | Senyor de Milà (1277-1294) | | Ottone Visconti | Catedral                                                  |
|                                    |                                  |                                                           | Joan Maria Visconti Felip Maria Visconti Francesc I Sforza i la seva esposa Blanca Maria Visconti Galeàs Maria Sforza | Ducs de Milà: 1402-1412 1447-1450 1450-1466 1466-1476 | Tombes desaparegudes | | Interior de la Catedral de Milà                           |
|                                    |                                  | San Giovanni in Conca. Cripta                             | Bernabé Visconti i la seva esposa Regina Della Scala | Senyor de Milà (1354-1385) | L'església fou enderrocada, però no la cripta; el sepulcre de Bernabò, obra de Bonino da Campione, es conserva al Museo d'arte antica del Castello sforzesco | Bernabé Visconti i la seva esposa Regina Della Scala | San Giovanni in Conca. Cripta                             |
|                                    |                                  | San Gottardo in Corte                                     | Assó Visconti | Senyor de Milà (1329-1339) | Sepulcre obra de Giovanni di Balduccio | Assó Visconti | San Gottardo in Corte                                     |
|                                    |                                  | Sant'Ambrogio                                             | Pipí d'Itàlia | Rei d'Itàlia (781-810) | N'hi ha una làpida baixmedieval | | Sant'Ambrogio                                             |
|                                    |                                  |                                                           | Lluís II d'Itàlia | Rei d'Itàlia (839-875), emperador d'Occident (855-875) i comte de Provença (863-875) | | Lluís II d'Itàlia |                                                           |
|                                    |                                  |                                                           | Lotari II d'Itàlia | Rei d'Itàlia (947-950) | A la capella de S. Maria e dei SS. Giacomo e Giorgio. Tomba desapareguda | |                                                           |
|                                    |                                  | Sant'Eustorgio                                            | Mateu I Visconti | Senyor de Milà (1294 – 1302 i 1311-1322) | Sepultat en l'església en un lloc desconegut | | Sant'Eustorgio                                            |
|                                    |                                  | Sant'Eustorgio. Cappella Visconti                         | Bonacossa Borri | Senyora consort de Milà (1294–1322), esposa de Mateu I Visconti | A la capella, sense sepulcre a la vista | Bonacossa Borri |                                                           |
|                                    |                                  | Santa Maria delle Grazie                                  | Beatriu d'Este | Duquessa consort de Milà (1494-1499), esposa de Lluís Maria Sforza el Moro | Al claustre | Beatriu d'Este | Santa Maria delle Grazie                                  |
| Província de Monza i Brianza       | Monza                            | Catedral de San Giovanni Battista                         | Caterina Visconti | Duquessa consort de Milà, esposa de Joan Galeàs Visconti | | | Catedral de San Giovanni Battista                         |
| Província de Pavia                 | Certosa de Pavia                 | Cartoixa de Pavia                                         | Joan Galeàs Visconti | Senyor de Pavia (1378-1385), senyor de Milà (1385-1395), duc de Milà (1395-1402) | Mausoleu construït per Giovanni Cristoforo Romano i Benedetto Briosco, entre 1494 i 1562;; cor a S. Michele di Pavia, vísceres a S. Antoni de Viena del Delfinat. | Joan Galeàs Visconti | Cartoixa de Pavia                                         |
|                                    |                                  |                                                           | Lluís Maria Sforza el Moro i la seva esposa Beatriu d'Este | Duc de Milà (1494-1499) | Cenotafi buit: el duc, sebollit a l'església dels dominics de Tarascó; la duquessa, a S. Maria delle Grazie de Milà. | Beatriu d'Este |                                                           |
|                                    | Pavia                            | Catedral                                                  | Beatriu d'Este | Reina consort, quarta esposa d'Alfons VI de Lleó | | | Catedral                                                  |
|                                    |                                  | San Giovanni Domnarum                                     | Gundiperga | Reina consort d'Italia, esposa d'Arioald i de Rotari | Restes desaparegudes | |                                                           |
|                                    |                                  | San Michele                                               | Cor de Joan Galeàs Visconti | Senyor de Pavia (1378-1385), senyor de Milà (1385-1395), duc de Milà (1395-1402) | El cos és a la Cartoixa de Pavia, les vísceres a S. Antoni de Viena del Delfinat. | | San Michele                                               |
|                                    |                                  | San Pietro in Ciel d'Oro                                  | Liutprand | Rei d'Itàlia | Sebollit en Sant'Adriano, al segle xii fou traslladat al lloc actual, en un sepulcre; d'ençà el segle xvi, sota terra. Les restes foren trobades en 1880 i s'hi col·locà una làpida | Liutprand | San Pietro in Ciel d'Oro                                  |
|                                    |                                  | San Salvatore                                             | Aripert I Cunipert Aripert II | Reis d'Itàlia: 653-661 678-700 701-712 | Tombes desaparegudes | |                                                           |
|                                    |                                  | Sant'Adriano                                              | Ansprand | Rei d'Itàlia (712) | Edifici i tomba desapareguda | |                                                           |
|                                    |                                  | Sant'Ambrogio                                             | Grimoald Pertarit (671-688) | Rei d'Itàlia: 662-671 671-688 | Tombes desaparegudes ja al s. XVI | |                                                           |
|                                    |                                  | Santa Chiara dell'Annunziata                              | Blanca de Savoia | Senyora consort de Milà, esposa de Galeàs II Visconti | | |                                                           |
|                                    |                                  | Santa Maria alle Pertiche                                 | Rodelinda Ragintruda Audoald | Reina consort d'Itàlia, esposa de Pertarit Reina consort, esposa d'Ildeprand | Edifici desaparegut el 1815. Se'n conserven els epitafis d'Audoald i de Ragintruda als Musei Civici di Pavia. | |                                                           |
| Província de Varese                | Varese                           | Cimitero di Giubiano                                      | Francesc III d'Este | Duc de Mòdena i Reggio (1737-1780) | A la capella | |                                                           |
| Marques                            |                                  |                                                           | | | | |                                                           |
| Província d'Ancona                 | Ancona                           | Catedral de San Ciriaco                                   | Vísceres de Pius II | Papa (-1464) | El cos és a Sant'Andrea della Valle | | Catedral de San Ciriaco                                   |
| Província de Macerata              | Matelica                         | Piano dei Cavalieri o Piano delle tombe                   | Tòtila | Rei ostrogot (541-552) | Al segle xviii es trobà prop de la ciutat un túmul amb una cripta d'origen got, amb un cos guardat per cadàvers de soldats i una espasa, que es cregué que era Tòtila | |                                                           |
|                                    | Recanati                         | Catedral de San Flaviano                                  | Gregori XII | Papa (-1417) | | | Catedral de San Flaviano                                  |
| Piemont                            |                                  |                                                           | | | | |                                                           |
| Província de Cuneo                 | Vicoforte                        | Santuari de Vicoforte                                     | Carles Manuel I de Savoia el Gran | Duc de Savoia (-1630) | | Carles Manuel I de Savoia el Gran | Santuari de Vicoforte                                     |
| Província de Torí                  | Caravino                         | Castell de Masino                                         | Arduí d'Ivrea | Rei d'Itàlia (1002-1014) | Restes procedents de l'abadia de Fruttuaria | | Castell de Masino                                         |
|                                    | Carignano                        | Santuari de Nostra Signora delle Grazie                   | Blanca de Montferrat | Esposa de Filibert II de Savoia, duc de Savoia | | | Santuari de Nostra Signora delle Grazie                   |
|                                    | Moncalieri                       | Col·legiata de Santa Maria della Scala                    | Carles II de Savoia | Duc de Savoia (-1496) | Tomba desapareguda | |                                                           |
|                                    | Pinerolo                         | Convent de la Visitazione                                 | Anna Canalis di Cumiana | Esposa morganàtica (1730) del rei de Sardenya Víctor Amadeu II de Savoia | | |                                                           |
|                                    | Sant'Ambrogio di Torino          | Sacra di San Michele                                      | Francesc Jacint de Savoia | Rei titular de Xipre (1637-1638) | | Francesc Jacint de Savoia | Sacra di San Michele                                      |
|                                    |                                  |                                                           | Margarida de França Francesca d'Orleans Maria Joana de Savoia-Nemours | Duquesses consort, esposes de: Manuel Filibert de Savoia Carles Manuel II de Savoia | | Margarida de França Francesca d'Orleans Maria Joana de Savoia-Nemours |                                                           |
|                                    | Torí                             | Mausoleu de la Bella Rosin (Mirafiori)                    | Rosa Vercellana | Esposa morganàtica (1869-1877) del rei Víctor Manuel II d'Itàlia | | | Mausoleu de la Bella Rosin (Mirafiori)                    |
|                                    |                                  | Palazzo reale. Capella                                    | Lluïsa de Savoia | | | | Palazzo reale. Capella                                    |
|                                    |                                  | Duomo. Capella della Santa Sindone                        | Amadeu VII de Savoia | Comte (1391-1416) i duc de Savoia (1416-1440), antipapa com a Félix V (1439-1449) | | | Duomo. Capella della Santa Sindone                        |
|                                    |                                  |                                                           | Amadeu VIII de Savoia | Duc de Savoia (1440-1451) | | |                                                           |
|                                    |                                  |                                                           | Manuel Filibert de Savoia | Duc de Savoia (-1580) | | Manuel Filibert de Savoia |                                                           |
|                                    |                                  |                                                           | Carles Manuel II de Savoia | Duc de Savoia (-1675) | | Carles Manuel II de Savoia |                                                           |
|                                    |                                  | Reial Basílica de Superga                                 | | Panteó de la casa de Savoia i dels reis de Sardenya i del Piemont | | | Reial Basílica de Superga                                 |
|                                    |                                  | Cripta Reial de Superga. Sala del Rei                     | Víctor Amadeu III de Sardenya i la seva esposa Maria Antònia d'Espanya Víctor Manuel I de Sardenya i la seva esposa Maria Teresa d'Habsburg-Este Carles Albert I de Sardenya | Ducs de Savoia, Piemont i Aosta, reis de Sardenya (1773-1796) (1802-1821) (1831-1849). | | |                                                           |
|                                    |                                  | Cripta Reial de Superga. Sala Segona                      | Maria Pia de Savoia | Reina consort de Portugal (1861-1889), esposa de Lluís I de Portugal | | |                                                           |
|                                    |                                  |                                                           | Carles Manuel III de Sardenya i les seves esposes Anna Cristina de Sulzbach (1704-1723), Polixena Christina de Hesse-Rotenburg (1706-1735) i Elisabet Teresa de Lorena (1711-1741) | Rei de Sardenya | | |                                                           |
|                                    |                                  | Cripta Reial de Superga. Sala de les Reines               | Maria Teresa d'Habsburg-Lorena Maria Adelaida d'Habsburg-Lorena | Reines consorts de Sardenya (1831-1849) i (1849-1855), esposes, respectivament, de Carles Albert I de Sardenya i de Víctor Manuel II | | |                                                           |
|                                    |                                  |                                                           | Amadeu I d'Espanya i la seva esposa Maria Victòria dal Pozzo della Cisterna | Reis d'Espanya (1871-1873) | | Amadeu I d'Espanya i la seva esposa Maria Vittoria dal Pozzo della Cisterna |                                                           |
|                                    |                                  |                                                           | Aimó de Savoia-Aosta o Tomislau II de Croàcia i la seva esposa Irene de Grècia | Rei titular de Croàcia (1941-1943) | | |                                                           |
|                                    |                                  | Cripta Reial de Superga. Sala quarta                      | Víctor Amadeu II de Sardenya i la seva esposa Anna Maria de Borbó-Orleans | Rei de Sardenya | | |                                                           |
|                                    |                                  | Santuario della Consolata                                 | Cenotafi d'Adelaida d'Àustria i de Maria Teresa d'Àustria-Toscana | Reines consort de Sardenya, esposes de: Carles Albert I de Sardenya (1831-1849) i de Víctor Manuel II d'Itàlia (1849-1855) | | Maria Teresa d'Àustria-Toscana | Santuario della Consolata                                 |
| Província de Vercelli              | Vercelli                         | Catedral. Cripta                                          | Amadeu IX de Savoia el Beat i la seva esposa Iolanda de França Carles I de Savoia el Guerrer Carles III de Savoia Víctor Amadeu I de Savoia i la seva esposa Cristina de França | Ducs de Savoia: (1465-1472) (1482-1490) (-1553) (-1637) | | | Catedral. Cripta                                          |
| Pulla                              |                                  |                                                           | | | | |                                                           |
| Província de Bari                  | Bari                             | Basílica de San Nicola                                    | Bona Sforza | Reina i gran duquessa consort (1518-1548), esposa Segimon I de Polònia i Lituània | | Bona Sforza | Basílica de Sant Nicola                                   |
| Província di Barletta-Andria-Trani | Andria                           | Catedral. Cripta                                          | Elisabet de Brienne i Elisabet d'Anglaterra i d'Angulema | Emperadrius i reines consort (1212-1220 i 1220-1241), segona i tercera esposa de Frederic II del Sacre Imperi Romanogermànic | | Cripta de la Catedral | Catedral d'Andria                                         |
|                                    | Barletta                         | Catedral de Santa Maria Maggiore                          | Balduí II de Courtenay | Emperador llatí de Constantinoble | | | Catedral de Santa Maria Maggiore de Barletta              |
|                                    | Bisceglie                        | San Luigi                                                 | Lluís I de Provença o d'Anjou | Rei titular de Nàpols, comte de Provença i emperador titular de Constantinoble (1383-1384) i rei titular de Jerusalem | | |                                                           |
|                                    | Canosa di Puglia                 | Catedral de San Sabino                                    | Bohemon I d'Antioquia | Príncep d'Antioquia (1198-1111) | | Boemond I d'Antioquia | Catedral de San Sabino                                    |
| Província de Lecce                 | Lecce                            | Santa Croce                                               | Maria d'Enghien | Reina consort (1407-1414), tercera esposa de Ladislau I de Nàpols | Convent destruït en 1543 | |                                                           |
| Sardenya                           |                                  |                                                           | | | | |                                                           |
| Ciutat metropolitana de Càller     | Càller                           | Duomo                                                     | Maria de Sicília i Martí I de Sicília | Reina (1377-1401) i rei de Sicília (1390-1409) | | Maria de Sicília i Martí I de Sicília | Duomo                                                     |
|                                    |                                  | Duomo. Santuario dei Martiri                              | Maria Josefina de Savoia | Reina consort (1795-1810), esposa de Lluís XVIII de França | | Maria Josefina de Savoia |                                                           |
| Província de Sardenya del Sud      | San Gavino Monreale              | San Gavino Martire                                        | | Panteó d'alguns dels jutges d'Arboreat | Tombes desaparegudes | |                                                           |
| Província de Sàsser                | Olbia                            | Illa de Tavolara                                          | Paolo Bertoleoni Pau I de Tavolara i la seva esposa Pasqua Favale Mariangela Bertoleoni Giuseppe Bertoleoni (Josep I), Carlo Bertoleoni (carles I), Paolo Bertoleoni Favale (Pau II) | Reis de Tavolara (titulars, no de facto), 1836-1962 | | Paolo Bertoleoni Pau I de Tavolara i la seva esposa Pasqua Favale Mariangela Bertoleoni Giuseppe Bertoleoni (Josep I), Carlo Bertoleoni (carles I), Paolo Bertoleoni Favale (Pau II) |                                                           |
| Sicília                            |                                  |                                                           | | | | |                                                           |
| Província de Catània               | Catània                          | Catedral de Sant'Agata. Cappella del SS. Crocefisso       | Frederic II de Sicília Lluís I de Sicília Frederic III de Sicília Elionor d'Anjou Constança d'Aragó i de Navarra Maria I de Sicília | Rei de Sicília (1295-1337) Rei de Sicília (1342-1355) Rei de Sicília (1355-1377) Reina consort de Sicília (1303-1337), esposa de Frederic II de Sicília Reina consort de Sicília (1361-1363), esposa de Frederic III de Sicília Reina de Sicília (-1402) | Frederic II, Lluís I i Maria I són enterrats a la tomba de Frederic III | | Catedral de Catània                                       |
|                                    |                                  |                                                           | Giovanni Battista Tommasi | Gran Mestre de l'Orde dels Cavallers de Malta (1803-1805) | | |                                                           |
|                                    |                                  | Santuari de San Francesco d'Assisi all'Immacolata         | Elionor de Nàpols | Reina consort, esposa de Frederic II de Sicília (-1341) | Tomba destruïda en el terratrèmol de 1693; només n'hi ha l'epitafi | | Santuari de San Francesco d'Assisi all'Immacolata         |
| Província de Messina               | Messina                          | Catedral                                                  | Constança I de Sicília | Reina de Sicília (1194-1198) | Làpida redescoberta en 2007 i reinstal·lada en 2011 | Catedral de Messina | Catedral de Messina                                       |
|                                    |                                  |                                                           | Conrad IV d'Alemanya | Rei de Jerusalem (com a Conrad II) (1228-1254), d'Alemanya (1237-1254), i de Sícilia (com a Conrad I) (1250-1254) | Tomba destruïda en l'incendi de 1259; les restes, recollides en una urna es perderen al bombardeig de 1943 | | Catedral de Messina                                       |
|                                    |                                  |                                                           | Antònia del Balzo | Reina consort (1372-1374), esposa de Frederic III de Sicília | | |                                                           |
|                                    |                                  |                                                           | Alfons II de Nàpols | Rei de Nàpols (1494-1495) i rei titular de Jerusalem | | |                                                           |
|                                    | Patti                            | Catedral                                                  | Adelaida del Vasto | Comtessa consort (1087-1101), tercera esposa de Roger I de Sicília | | | Catedral de Patti                                         |
| Província de Palerm                | Palerm                           | Catedral                                                  | Roger II de Sicília | Comte (1105-1130) i rei de Sicília, Pulla i Calàbria (1130-1154) | | Roger II de Sicília | Catedral de Palerm                                        |
|                                    |                                  |                                                           | Tancred de Sicília | Rei de Sicília (1189-1194) | Tomba desapareguda | |                                                           |
|                                    |                                  |                                                           | Constança I de Sicília | Reina de Sicília (1194-1198); emperadriu consort, esposa d'Enric VI del Sacre Imperi Romanogermànic | | Constança I de Sicília |                                                           |
|                                    |                                  |                                                           | Enric VI del Sacre Imperi Romanogermànic | Rei d'Alemanya (1190-1197), Sacre Emperador Romà (1191-1197) i rei consort de Sicília (1194-1197) | | Enric VI del Sacre Imperi Romanogermànic |                                                           |
|                                    |                                  |                                                           | Frederic II del Sacre Imperi Romanogermànic | Rei de Sicília (1198-1250), dels Romans (1215-1250), Sacre Emperador Romà (1220-1250) i rei consort de Jerusalem (1225-1243) | | Frederic II del Sacre Imperi Romanogermànic |                                                           |
|                                    |                                  |                                                           | Constança d'Aragó i de Castella | Reina consort d'Hongria (1196-1204), esposa d'Emeric I d'Hongria, i emperadriu i reina consort (1210-1222), esposa d'Enric VI del Sacre Imperi Romanogermànic i I de Sicília                                                                             | | Constança d'Aragó i de Castella |                                                           |
|                                    |                                  |                                                           | Pere II de Sicília | Rei de Trinàcria o Rei de Sicília (1337-1342) | Sebollit al mateix sepulcre que Frederic II del Sacre Imperi Romanogermànic | Frederic II del Sacre Imperi Romanogermànic i Pere II de Sicília |                                                           |
|                                    | Monreale                         | Catedral de Santa Maria Nuova                             | Lluís IX de França | Rei de França (1226-1270) | En morir a Tunis, se'n separaren els ossos i la carn i aquesta es bollí i se sebollí a Palerm. | Catedral de Monreale | Catedral de Monreale                                      |
|                                    |                                  |                                                           | Guillem I de Sicília | Rei de Sicília (1154-1166) | | Guillem I de Sicília |                                                           |
|                                    |                                  |                                                           | Margarida de Navarra | Reina consort de Sicília (1154-1166), esposa de Guillem I de Sicília i regent | | Margarida de Navarra |                                                           |
|                                    |                                  |                                                           | Guillem II de Sicília | Rei de Sicília (1166-1189) | | Guillem II de Sicília |                                                           |
|                                    |                                  | Santa Maria Maddalena                                     | Elvira de Castella | Comtessa (1117-1130) i reina consort (1130-1135), primera esposa de Roger II de Sicília | | |                                                           |
| Toscana                            |                                  |                                                           | | | | |                                                           |
| Província d'Arezzo                 | Arezzo                           | Duomo                                                     | Gregori X | Papa | | Gregori X · Gregori X | Duomo                                                     |
|                                    | Cortona                          | Catedral                                                  | Giovanni Battista Tommasi | Gran Mestre de l'Orde dels Cavallers de Malta (1803-1805) | Cenotafi; les restes són a Catània | | Catedral de Cortona                                       |
| Província de Florència             | Florència                        | Església d'Ognisanti                                      | Carolina Bonaparte | Gran duquessa de Berg i de Clèves, reina consort, esposa de Joachim Murat, rei de Nàpols (1808-1814) | | | Església d'Ognisanti                                      |
|                                    |                                  | San Lorenzo                                               | Cosme de Mèdici | Senyor de Florència (1434-1464) | | Cosme de Mèdici | San Lorenzo                                               |
|                                    |                                  | San Lorenzo. Capella dei Principi                         | | Panteó dels Grans Ducs de Toscana | | Panteó dels Grans Ducs de Toscana | San Lorenzo. Capella dei Principi                         |
|                                    |                                  |                                                           | Alexandre I de Mèdici (1532-1537) Cosme I de Mèdici (1537-1569) | Ducs de Toscana (Alexandre, senyor de Florència des de 1530) | | |                                                           |
|                                    |                                  |                                                           | Cosme I de Mèdici (1569-1574) i la seva esposa Elionor de Toledo Francesc I de Mèdici (1574-1587) i la seva esposa Joana d'Àustria Ferran I de Mèdici (1587-1609) i la seva esposa Cristina de Lorena Cosme II de Mèdici (1609-1621) i la seva esposa Maria Magdalena d'Àustria Ferran II de Mèdici (1621-1670) i la seva esposa Victòria d'Urbino Cosme III de Mèdici (1670-1723) Joan Gastó I de Mèdici (1723-1737) Ferran III de Mèdici (1790-1799 i 1814-1824) | Grans ducs de Toscana | | |                                                           |
|                                    |                                  |                                                           | Maria Anna de Saxònia | Gran duquessa consort de Toscana, esposa de Leopold II | | |                                                           |
|                                    |                                  |                                                           | Caterina de Ferran de Mèdici | Duquessa consort de Màntua (1612-1626), esposa de Ferran Gonzaga | | |                                                           |
|                                    |                                  | San Lorenzo. Sagrestia nuova                              | | Panteó dels senyors de Florència de la casa dels Mèdici | | Panteó dels senyors de Florència de la casa dels Mèdici | San Lorenzo. Sagrestia nuova                              |
|                                    |                                  |                                                           | Llorenç el Magnífic | Senyor de Florència (1469-1492) | | |                                                           |
|                                    |                                  |                                                           | Julià de Mèdici | Senyor de Florència (1513-1516) | Mausoleu obra de Miquel Àngel | Julià de Mèdici |                                                           |
|                                    |                                  |                                                           | Llorenç II de Mèdici | Senyor de Florència (1516-1519) | Mausoleu obra de Miquel Àngel | Llorenç II de Mèdici |                                                           |
|                                    |                                  | San Lorenzo. Sagrestia vecchia                            | Pere I de Mèdici el Gotòs Llorenç el Magnífic | Senyors de Florència: (1464-1469) (1469-1492) | Tomba projectada i esculpida pel Verrocchio | Pere I de Mèdici el Gotòs Lorenzo de Mèdici | San Lorenzo. Sagrestia vecchia                            |
|                                    |                                  | Santa Croce. Capella Bonaparte                            | Marie-Julie Clary | Reina consort de Nàpols (1806-1808) i d'Espanya (1808-1813), esposa de Josep I Bonaparte | | | Santa Croce. Capella Bonaparte                            |
|                                    |                                  | Santa Maria del Fiore                                     | Esteve IX Nicolau II | Papes (+1058) (1058-1061) | Tombes desaparegudes i restes perdudes en l'ampliació de la catedral | | Santa Maria del Fiore                                     |
|                                    |                                  | Santa Monica                                              | Camilla Martelli | Esposa morganàtica (1570-1574) de Cosme I de Mèdici, gran duc de Toscana | | | Santa Monica                                              |
| Província de Lucca                 | Viareggio                        | Villa Borbone. Capellina sepolcreto di San Carlo Borromeo | Lluís II d'Etrúria Carles I d'Etrúria | Rei d'Etrúria (1801-1803) Rei d'Etrúria (1803-1807), duc de Lucca (1815-1847), duc de Parma (1847-1849) | | | Villa Borbone. Capellina sepolcreto di San Carlo Borromeo |
|                                    |                                  |                                                           | Carles III de Parma Robert I de Parma i la seva esposa Maria Pia de Borbó-Dues Sicílies | Duc de Parma i Piacenza: 1849-1854 1854-1859 | | |                                                           |
|                                    |                                  |                                                           | Margarida de Borbó-Parma Jaume de Borbó i de Borbó-Parma | Reina titular consort, esposa del pretendent carlista al tron d'Espanya Carles VII d'Espanya Rei titular d'Espanya, pretendent carlista amb el nom de Jaume III (1909-1931)                                                                              | | |                                                           |
| Província de Massa i Carrara       | Massa                            | Duomo di Santi Pietro e Francesco                         | Ricciarda Malaspina Juli I Cybo-Malaspina Alberic I Cybo-Malaspina Carles II Cybo-Malaspina | Marquesos sobirans de Massa, senyors de Carrara (1519-1623) Ducs sobirans de Massa, prínceps de Carrara (1662-) | En la cripta i la capella ducal | | Duomo                                                     |
|                                    |                                  | San Pietro                                                | Carles I Cybo-Malaspina | Príncep sobirà de Massa, marquès sobirà de Carrara (1623-1662) | Temple desaparegut en 1807 | |                                                           |
| Província de Pisa                  | Pisa                             | Catedral                                                  | Gregori VIII | Papa (-1187) | Tomba desapareguda en l'incendi de 1600 | | Catedral                                                  |
|                                    |                                  | San Donnino                                               | Marie-Louise Coidavid | Reina consort d'Haití (1811-1820), esposa del rei Henri Christophe | Església reconstruïda, després del bombardeig de 1944 | | San Donnino                                               |
|                                    |                                  | Santo Stefano dei Cavalieri                               | Esteve I | Papa | A l'altar major | Esteve I | Santo Stefano dei Cavalieri                               |
| Província de Prato                 | Poggio a Caiano                  | Santa Maria Assunta a Bonistallo                          | Bianca Cappello Entranyes de Francesc I de Mèdici | Gran duquessa consort de Toscana, esposa de Francesc I | | | Santa Maria Assunta a Bonistallo                          |
| Úmbria                             |                                  |                                                           | | | | |                                                           |
| Província de Perusa                | Assís                            | Cimitero comunale                                         | Joana d'Itàlia | Tsarina consort (1930-1943), esposa de Borís III de Bulgària | | |                                                           |
|                                    |                                  | San Francesco. Basílica inferior                          | Joan de Brienne Felip de Courtenay | Rei de Jerusalem (1210-1225), emperador llatí de Constantinoble (1229-1237) Emperador titular de Constantinoble (1273-1283) | Maria de Brienne podria haver-hi portat les restes de son pare des de Constantinoble; Felip morí a Viterbo | | San Francesco. Basílica inferior                          |
|                                    | Perusa                           | Catedral                                                  | Urbà IV Martí IV | Papes (-1264) (-1285) | Les tombes originals desaparegueren. Les restes d'ambdòs papes reposen en un sepulcre únic des de 1615. | | Catedral                                                  |
|                                    |                                  | San Domenico                                              | Benet XI | Papa (-1304) | Sebollit sota terra, en 1700 les restes foren col·locades en un antic sarcòfag atribuït a Giovanni Pisano, procedent de San Stefano. En 1959, les restes foren col·locades en un reliquiari vora el sepulcre. | Benet XI | San Domenico                                              |
| Vall d'Aosta                       |                                  |                                                           | | | | |                                                           |
|                                    | Aosta                            | Duomo                                                     | Tomàs II de Savoia | Comte sobirà de Savoia (1253-1259) | | Tomàs II de Savoia | Duomo d'Aosta                                             |
| Vèneto                             |                                  |                                                           | | | | |                                                           |
| Província de Pàdua                 | Pàdua                            | San Francesco Grande                                      | Ferran Carles de Gonzaga-Nevers | Duc de Màntua (1665-1708) | | | San Francesco Grande                                      |
| Província de Treviso               | Mareno di Piave                  | Villa Donà delle Rose                                     | Francesco Donà | Dux de Venècia (1545-1553) | A la capella | |                                                           |
| Província de Venècia               | Murano                           | San Cipriano                                              | Pietro Gradenigo | Dux de Venècia (1289-1311) | Tomba sense localitzar | |                                                           |
|                                    |                                  | Santa Chiara                                              | Nicolò Donato | Dux de Venècia (1618) | Tomba destruïda en 1797 per les tropes napoleòniques | | Santa Chiara                                              |
|                                    | Venècia                          | Madonna dell'Orto                                         | Pietro Grimani | Dux de Venècia: 1741-1752 | | | Madonna dell'Orto                                         |
|                                    |                                  | San Beneto                                                | Domenico II Contarini | Dux de Venècia (1659-1671) | | | San Beneto                                                |
|                                    |                                  | San Francesco della Vigna                                 | Francesco Contarini Alvise Contarini Marcantonio Giustinian | Dux de Venècia: 1623 -1624 1676-1684 1684-1688 | | | San Francesco della Vigna                                 |
|                                    |                                  |                                                           | Andrea Gritti | Dux de Venècia: 1523-1538 | | Andrea Gritti |                                                           |
|                                    |                                  |                                                           | Bartolommeo Gradenigo | Dux de Venècia (1339-1360) | | Bartolommeo Gradenigo |                                                           |
|                                    |                                  |                                                           | Marcantonio Trevisan | Dux de Venècia (1553-1554) | | Marcantonio Trevisan |                                                           |
|                                    |                                  |                                                           | Nicolò Sagredo | Dux de Venècia (1675-1676) | A la Cappella Sagredo | Nicolò Sagredo |                                                           |
|                                    |                                  | San Giobbe                                                | Cristoforo Moro Pietro Loredan | Dux de Venècia: 1462-1471 1567-1570 | | Cristoforo Moro Pietro Loredan | San Giobbe                                                |
|                                    |                                  | San Giorgio Maggiore                                      | Sebastiano Ziani Pietro Ziani Leonardo Donà Marcantonio Memmo | Dux de Venècia: 1172-1178 1205-1229 1606-1612 1612-1615 | | | San Giorgio Maggiore                                      |
|                                    |                                  | San Giuseppe di Castello                                  | Marí Grimani | Dux de Venècia (1595-1605) | | | San Giuseppe di Castello                                  |
|                                    |                                  | San Lorenzo                                               | Antonio Priuli | Dux de Venècia (1618-1623) | | | San Lorenzo                                               |
|                                    |                                  | San Marco                                                 | Domenico Selvo Vitale Falier Vitale I Michiel Ordelaffo Falier Giovanni Soranzo Bartolomeo Gradenigo Andrea Dandolo | Dux de Venècia: 1071-1084 1084-1096 1096-1102 1102-1117 1312-1328 1339-1342 1343-1354 | A l'atri de la basílica | | San Marco                                                 |
|                                    |                                  | San Martino                                               | Francesco Erizzo | Dux de Venècia (1631-1646) | | Francesco Erizzo | San Martino                                               |
|                                    |                                  | San Nicola da Tolentino                                   | Giovanni I Corner Francesco Corner Giovanni II Corner Paolo Renier | Dux de Venècia: 1625-1629 1656 1709-1722 1779-1789 | | | San Nicola da Tolentino                                   |
|                                    |                                  | San Nicolò al Lido                                        | Domenico I Contarini | Dux de Venècia (1043-1071) | Sobre la porta d'entrada | Domenico I Contarini | San Nicolò al Lido                                        |
|                                    |                                  | San Salvatore                                             | Caterina Cornaro | Reina de Xipre | | Catherine Cornaro | San Salvatore                                             |
|                                    |                                  |                                                           | Francesc Venier | Dux de Venècia (1554-1556) | Mausoleu projectat per Jacopo Sansovino | Francesc Venier |                                                           |
|                                    |                                  | San Stae                                                  | Alvise II Mocenigo Marco Foscarini | Dux de Venècia: 1700-1709 1762-1763 | | | San Stae                                                  |
|                                    |                                  | San Zaccaria                                              | Pietro Tribuno Pere Orsèol II Vitale II Michiel | Dux de Venècia: 888-912 991-1009 1155-1172 | | | San Zaccaria                                              |
|                                    |                                  | Sant'Ariano                                               | Lorenzo Celsi | Dux de Venècia (1361-1365) | A l'ossari, restes portades en 1824 des de Santa Maria della Celestia | |                                                           |
|                                    |                                  | Sant'Elena                                                | Crani d'Helena de Constantinoble | Emperadriu consort de Roma (305-306), esposa de Constanci Clor | Sebollida a Roma, al Mausoleu d'Helena, part de les restes es portaren a Venècia | | Sant'Elena                                                |
|                                    |                                  | Santa Maria Assunta dei Gessuiti                          | Pasquale Cicogna | Dux de Venècia (1585-1595) | | Pasquale Cicogna | Santa Maria Assunta dei Gessuiti                          |
|                                    |                                  | Santa Maria della Carità                                  | Marco Barbarigo Agustí Barbarigo Nicolò Da Ponte | Dux de Venècia: 1485-1486 1486-1501 1578-1585 | | | Santa Maria della Carità                                  |
|                                    |                                  | Santa Maria di Nazareth                                   | Carlo Ruzzini Ludovico Manin | Dux de Venècia: 1732-1735 1789-1797 | | Ludovico Manin | Santa Maria di Nazareth                                   |
|                                    |                                  | Santa Maria Gloriosa dei Frari                            | Francesco Dandolo | Dux de Venècia (1329-1339) | A la sala capitular | Francesco Dandolo | Santa Maria Gloriosa dei Frari                            |
|                                    |                                  |                                                           | Joan Gradenigo | Dux de Venècia (1355-1356) | Tomba desapareguda | |                                                           |
|                                    |                                  |                                                           | Nicolò Tron | Dux de Venècia (1471-1473) | | Nicolò Tron |                                                           |
|                                    |                                  |                                                           | Francesc Foscari | Dux de Venècia (1423-1457) | | Nicolò Tron |                                                           |
|                                    |                                  |                                                           | Giovanni Pesaro | Dux de Venècia (1658-1659) | | Giovanni Pesaro |                                                           |
|                                    |                                  |                                                           | Jacopo Contarini | Dux de Venècia (1275-1280) | Al claustre | | Claustre de Santa Maria Gloriosa dei Frari                |
|                                    |                                  | Santa Marina                                              | Michele Sten | Dux de Venècia (1400-1413) | Església enderrocada en 1820 | |                                                           |
|                                    |                                  | Santi Giovanni e Paolo                                    | Renier Zen | Dux de Venècia (1253-1268) | A la nau destra | | Santi Giovanni e Paolo                                    |
|                                    |                                  |                                                           | Alvise I Mocenigo i la seva esposa Loredana Marcello | Dux de Venècia () | Mausoleu a la contrafaçada de l'església, al centre i sobre la porta, començat el 1580 per Girolamo Grapiglia i acabat el 1646 per Francesco Contin | Alvise I Mocenigo i la seva esposa Loredana Marcello |                                                           |
|                                    |                                  |                                                           | Pietro Mocenigo | Dux de Venècia (1474-1476) | Mausoleu a la contrafaçada de l'església, a la dreta de la porta principal. Fou acabat en 1481 per Pietro i Tullio Lombardo. | Pietro Mocenigo |                                                           |
|                                    |                                  |                                                           | Giovanni Mocenigo | Dux de Venècia (1478-1485) | Mausoleu a la contrafaçada de l'església, a la dreta de la porta principal. Fou acabat cap al 1510 per Tullio Lombardo. | Pietro Mocenigo |                                                           |
|                                    |                                  |                                                           | Alvise I Mocenigo Alvise III Mocenigo Alvise IV Mocenigo | Dux de Venècia: 1763-1778 | Mausoleu al terra de la contrafaçada de l'església, amb tres làpides. | |                                                           |
|                                    |                                  |                                                           | Bertuccio Valier Silvestro Valier i la seva esposa Elisabetta Querini | Dux de Venècia: 1656-1658 1763-1778 | Mausoleu a la nau dreta, per Andrea Tirali. | Bertuccio Valier Silvestro Valier i la seva esposa Elisabetta Querini |                                                           |
|                                    |                                  | Santi Giovanni e Paolo. Presbiteri                        | Michele Morosini | Dux de Venècia | Escultura del taller de Pierpaolo i Jacobello dalle Masegne | Michele Morosini |                                                           |
|                                    |                                  |                                                           | Leonardo Loredan Francesco Loredan | Dux de Venècia: 1752-1762 | Mausoleu de 1572; projecte de Girolamo Grapiglia | Leonardo Loredan |                                                           |
|                                    |                                  |                                                           | Andrea Vendramin | Dux de Venècia (1476-1478) | Mausoleu de Tullio Lombardo, traslladat en 1817 des de l'església dels Servi | Andrea Vendramin |                                                           |
|                                    |                                  |                                                           | Marco Corner | Dux de Venècia (1365-1368) | Escultura de Nino Pisano | Andrea Vendramin |                                                           |
|                                    |                                  | Santi Giovanni i Paolo. Transsepte de l'Evangeli          | Antoni Venier i la seva esposa Agnès Venier | Dux de Venècia (1382-1400) | Obra de 1907, per Antonio dal Zotto, en traslladar-se'n les restes des de Santa Maria degli Angeli (Murano) | Andreu Vendramin |                                                           |
|                                    |                                  | Santi Giovanni e Paolo. Nau de l'Evangeli                 | Giovanni Dandolo | Dux de Venècia (1280-1289) | Se'n conserva l'epitafi, al mur | |                                                           |
|                                    |                                  |                                                           | Pasquale Malipiero | Dux de Venècia | Obra de Pietro Lombardo, ca. 1468 | Pasquale Malipiero |                                                           |
|                                    |                                  |                                                           | Tomàs Mocenigo | Dux de Venècia (1414-1423) | Sepulcre de la primera meitat del segle XV | Tomàs Mocenigo |                                                           |
|                                    |                                  |                                                           | Nicolò Marcello | Dux de Venècia (1473-1474) | Obra de Pietro i Tullio Lombardo (1481-1485) | Nicolò Marcello |                                                           |
|                                    |                                  |                                                           | Marino Morosini | Dux de Venècia (1249-1253) | | Marino Morosini |                                                           |
|                                    |                                  |                                                           | Jacopo Tiepolo Lorenzo Tiepolo | Dux de Venècia:.1249 1268-1275 | | Jacopo i Lorenzo Tiepolo |                                                           |
|                                    |                                  |                                                           | Reniero Zeno Marino Zorzi Marino Faliero | Dux de Venècia: 1253-1268 1311-1312 1354-1355 | | |                                                           |
|                                    |                                  |                                                           | Giovanni Dolfin | Dux de Venècia: 1356-1361 | | Giovanni Dolfin |                                                           |
|                                    |                                  |                                                           | Sebastià Venier | Dux de Venècia:1577-1578 | | Sebastià Venier |                                                           |
|                                    |                                  | Santo Stefano Martire                                     | Andrea Contarini | Dux de Venècia (1368-1382) | | | Santo Stefano Martire                                     |
|                                    |                                  |                                                           | Francesco Morosini | Dux de Venècia (1684-1694) | | Francesco Morosini |                                                           |
| Província de Verona                | Verona                           | Catedral                                                  | Luci III | Papa (- 1185) | Enterrat davant l'altar major, la tomba fou coberta amb una làpida de marbre de 1383. Perduda, fou retrobada en 1879 i col·locada al mur de la dreta de l'altar. | Luci III | Catedral                                                  |
|                                    |                                  | Palau ducal                                               | Alboí | Rei d'Itàlia (568-572) | Edifici i tomba desapareguts | |                                                           |
|                                    |                                  | Sant'Anastasia                                            | Janus II de Campofregoso | Dux de Gènova (1512-1513) | | | Sant'Anastasia                                            |